# Miss Italia 2016
Miss Italia 2016 si è svolta il 10 settembre 2016. La sede è stata, per la quarta volta, il Palazzo del Turismo di Jesolo. La serata è stata condotta  da Francesco Facchinetti con la partecipazione di Giulia Arena nel ruolo di inviata nel backstage. La manifestazione è stata trasmessa in simultanea televisiva da LA7 e LA7d.
La serata finale è stata preceduta da due anteprime sulle semifinali intitolate Miss Italia - A un passo dalla finale, presentate da Giulia Arena e in onda l'8 e 9 settembre in seconda serata su LA7.
Vincitrice della kermesse è la ventunenne Rachele Risaliti di Prato. Seconda classifica Paola Torrente di Angri (SA) e infine terza Silvia Lavarini di Sant'Anna d'Alfaedo (VR). La Toscana non vinceva il titolo di Miss Italia dal 1996, anno in cui fu incoronata Denny Méndez. La regione vince così la sua quinta corona, collocandosi al quarto posto nel medagliere complessivo (a pari merito con Calabria e Friuli-Venezia Giulia).

## Le concorrenti
- 01) Clara Muscherà (Miss Eleganza Joseph Ribkoff Sicilia)
- 02) Rachele Risaliti (Miss Toscana)
- 03) Chiara Esposito (Miss Sicilia)
- 04) Martina Motta (Miss Lombardia)
- 05) Simona Tanzi (Miss Basilicata)
- 06) Barbara Santagati (Miss Eleganza Joseph Ribkoff Sardegna)
- 07) Sara Barone (Miss Alpitour Sicilia)
- 08) Mariagrazia Portesani (Miss Tricologica Lombardia)
- 09) Veronica Giolo (Miss Cinema Friuli-Venezia Giulia)
- 10) Giorgia Zenatti (Miss Trentino-Alto Adige)
- 11) Chiara Porziani (Miss Alpitour Lazio)
- 12) Nicole Mantovan (Miss Tricologica Liguria)
- 13) Elis Mati (Miss Equilibria Emilia-Romagna)
- 14) Giadira Mohamed Ismail (Miss Emilia)
- 15) Alessia Consolini (Miss Miluna Emilia-Romagna)
- 16) Martina Villanova (Miss Piemonte)
- 17) Giuseppina Sorrentino (Miss Campania)
- 18) Alessia Prete (Miss Rocchetta Bellezza Piemonte e Valle d'Aosta)
- 19) Angela Crescenti (Miss Sport Lotto Marche)
- 20) Barbara Loscerbo (Miss Cinema Calabria)
- 21) Giada Mattias (Miss Alpitour Piemonte Valle d'Aosta)
- 22) Silvia Lavarini (Miss Veneto)
- 23) Naomi Povia (Miss Equilibria Puglia)
- 24) Emma Barbieri (Miss Tricologica Calabria)
- 25) Annunziata Paduano (Miss Rocchetta Bellezza Basilicata)
- 26) Paola Torrente (La Curvy di Miss Italia Keyrà Campania)
- 27) Nadia Nefzi (Miss Roma)
- 28) Viviana Vogliacco (Miss Rocchetta Bellezza Puglia)
- 29) Marta Cerreto (Miss Miluna Campania)
- 30) Guendalina Bianchetti (Miss Sport Lotto Umbria)
- 31) Sara Selvaggia Cassiano (Miss Puglia)
- 32) Angelica Aceto (Miss Abruzzo)
- 33) Gaia Parise (La Curvy di Miss Italia Keyrà Calabria)
- 34) Adele Sammartino (Miss Cinema Campania)
- 35) Naomj Russo (Miss Sport Lotto Molise)
- 36) Fabiana Pastorino (La Curvy di Miss Italia Keyrà Liguria)
- 37) Mara Zucca (Miss Sardegna)
- 38) Marta Barbabietola (Miss Miluna Umbria)
- 39) Alessia Lamberti (Miss Eleganza Joseph Ribkoff Liguria)
- 40) Luciana Di Marco (Miss Equilibria Toscana)

## Riserve
- 41) Pamela Valle (Miss Sport Lotto Veneto)
- 42) Giulia Carboni (Miss Eleganza Joseph Ribkoff Toscana)

## Piazzamenti
| Risultato finale | Concorrente |
| ---------------- | --- |
| Miss Italia 2016 | - Rachele Risaliti (02) |
| 2ª classificata  | - – Paola Torrente (26) |
| 3ª classificata  | - – Silvia Lavarini (22) |
| 4ª classificata  | - – Emma Barbieri (24) |
| 5ª classificata  | - – Giadira Mohamed Ismail (14) |
| Top 10           | - – Martina Motta (04) - – Chiara Esposito (03) - – Viviana Vogliacco (28) - – Giorgia Zenatti (10) - – Marta Cerreto (29) |
| Top 20           | - – Clara Muscherà (01) - – Mariagrazia Portesani (08) - – Martina Villanova (16) - – Giuseppina Sorrentino (17) - – Nadia Nefzi (27) - – Gaia Parise (33) - – Adele Sammartino (34) - – Naomj Russo (35) - – Fabiana Pastorino (36) - – Alessia Lamberti (39) |

## Titoli speciali nazionali
- Miss Cinema: Adele Sammartino (Campania)
- Miss Miluna: Silvia Lavarini (Veneto)
- Miss Equilibra: Marta Cerreto (Campania)
- Miss Rocchetta Bellezza: Viviana Vogliacco (Puglia) (che eredita la fascia da Rachele Risaliti (Toscana))
- Miss Sport Lotto: Giorgia Zenatti (Trentino-Alto Adige)
- Miss Eleganza Joseph Ribkoff: Chiara Esposito (Sicilia)
- Miss Sorriso Blanx: Alessia Prete (Piemonte)
- Miss Simpatia Interflora: Sara Barone (Sicilia)
- La Curvy di Miss Italia Keyrà: Fabiana Pastorino (Liguria)
- Miss Tricologica: Martina Villanova (Piemonte)
- Miss Alpitour: Naomi Povia (Puglia)
- Miss Dermal Institute: Giadira Mohamed Ismail (Emilia-Romagna)
- Miss Amarea: Simona Tanzi (Basilicata)
- Miss Benessere Orogel: Nicole Mantovan (Liguria)
- Miss TV Sorrisi e Canzoni: Alessia Prete (Piemonte)
- Miss Diva e Donna: Viviana Vogliacco (Puglia)
- Miss Voce RDS: Alessia Lamberti (Liguria)

## Finaliste per Regione
| Finaliste | Regione               |
| --------- | --------------------- |
| 4         | Campania              |
| 3         | Calabria              |
| 3         | Emilia-Romagna        |
| 3         | Liguria               |
| 3         | Puglia                |
| 3         | Sicilia               |
| 2         | Basilicata            |
| 2         | Lazio                 |
| 2         | Lombardia             |
| 2         | Piemonte              |
| 2         | Sardegna              |
| 2         | Toscana               |
| 2         | Umbria                |
| 1         | Abruzzo               |
| 1         | Friuli-Venezia Giulia |
| 1         | Marche                |
| 1         | Molise                |
| 1         | Trentino-Alto Adige   |
| 1         | Valle d'Aosta         |
| 1         | Veneto                |

## Giurie

### Giuria di spettacolo
- Raoul Bova
- Anselma Dell'Olio
- Gregorio Paltrinieri
- Vincenzo Salemme
- Mara Venier

### Giuria tecnica
- Elvia Grazi
- Elisa D'Ospina
- Rosanna Lambertucci
- Veronica Maya
- Maria Mazza
- Enzo Miccio
- Federica Moro
- Pino Pellegrino
- Cinzia TH Torrini (presidente di giuria)

## Ospiti
- Alessio Bernabei
- Francesco Cicchella (nei panni di Bruno Mars e Massimo Ranieri)
- Lorenzo Fragola
- Gianluigi Paragone

## Ascolti TV

### Miss Italia - A un passo dalla finale
| Puntata | Messa in onda    | Telespettatori | Share |
| ------- | ---------------- | -------------- | ----- |
| 1       | 8 settembre 2016 | 249.000        | 2,00% |
| 2       | 9 settembre 2016 | 281.000        | 2,30% |

### Serata finale
La finale di Miss Italia ha ottenuto nella presentazione 453.000 telespettatori e il 2,39% di share; il programma vero e proprio ha ottenuto su LA7 860.130 spettatori e il 6,02% di share, su LA7d 138.464 spettatori e lo 0,97% di share. In simulcast su LA7 e LA7d il dato d'ascolto complessivo è di 998.594 spettatori e il 6,99% di share.
| Messa in onda     | LA7            | LA7   | LA7d           | LA7d  | LA7 + LA7d     | LA7 + LA7d |
| Messa in onda     | Telespettatori | Share | Telespettatori | Share | Telespettatori | Share      |
| ----------------- | -------------- | ----- | -------------- | ----- | -------------- | ---------- |
| 10 settembre 2016 | 860.130        | 6,02% | 138.464        | 0,97% | 998.594        | 6,99%      |